# Saarhölzbach (Saar)
Der Saarhölzbach ist ein Fließgewässer auf dem Gebiet der Gemeinden Losheim am See und Mettlach im saarländischen Landkreis Merzig-Wadern und er ist ein rechter und nordöstlicher Zufluss der Saar.

## Geographie

### Verlauf
Der Saarhölzbach entspringt nordwestlich des Losheimer Ortsteils Britten. 
Der Bach fließt zunächst in südlicher Richtung und passiert dann das 153 ha große Naturschutzgebiet Saarhölzbachtal - Zunkelsbruch. Danach läuft er erst in südwestlicher, anschließend in westlicher Richtung und erreicht bald darauf den Mettlacher Ortsteil Saarhölzbach. 
Er unterquert noch die B 51 und mündet schließlich unmittelbar danach unweit der Saarhölzbachbrücke von rechts in die Saar. 

### Einzugsgebiet
Das 9,48 km² große Einzugsgebiet des Saarhölzbachs wird durch ihn über die Saar, die Mosel und den Rhein zur Nordsee entwässert.
Es ist fast vollständig bewaldet, nur im Mündungsbereich ist es besiedelt. Die höchste Erhebung ist der Judenkopf mit einer Höhe von 517 m ü. NHN im Nordosten des Einzugsgebiets.
In seinem Einzugsgebiet liegt das Naturschutzgebiet Saarhölzbachtal - Zunkelsbruch.

### Zuflüsse
Reihenfolge von der Quelle zur Mündung. Die Längen wurden auf dem Geoportal gemessen, die Daten zum EZG nach dem Geoportal
- Dezebornbach (links), 0,9 km
- Großebruchbach (links), 0,3 km
- Peterswaldbach (links), 0,3 km
- Dietzenbornbach (links), 0,5 km
- Ginsterbruchbach (rechts), 0,5 km
- Pühlbach (rechts), 0,1 km
- Salzbrucherbach (rechts), 0,6 km
- Pelterswaldbach (links), 1,3 km, 1,39 km²
- Petersbornbach (links), 0,9 km, 1,13 km²
- Langenkreuzbach (rechts), 0,4 km

## Naturschutzgebiet
Das 153 ha große Naturschutzgebiet Saarhölzbachtal - Zunkelsbruch liegt auf dem Gebiet der Gemeinden Mettlach und Losheim am See und besteht auf zwei Teilgebieten.